# Súpers!
Súpers! és la revista infantil que parteix dels valors lúdics i pedagògics del canal públic de Televisió de Catalunya, Super3, llançada al mercat a la fi del 2009. Editada per Sàpiens Publicacions, la capçalera busca acostar els nens i nenes a la natura, la ciència i la cultura, mitjançant els personatges de la família del Super3: en Roc, l'Àlex, en Fluski, la Lila i la Pati Pla. Es tracta d'una publicació mensual en color, d'unes quaranta pàgines. La revista segueix la línia gràfica del canal Super3. A les pàgines interiors també s'observen alguns elements gràfics que s'identifiquen clarament amb l'emissora infantil. Degut al públic a què es dirigeix, la imatge és la gran protagonista de la publicació i l'element que té més pes. La plantilla de la revista està formada per unes vint persones entre directora, coordinadora, redactors, correctors i il·lustradors. Paral·lelament amb el canal televisiu i la web, dedica un apartat al foment de l'aprenentatge de l'anglès. És una de les úniques publicacions infantils en català en un mercat encara dominat per publicacions en castellà.
El diari Avui va treure un setmanal el novembre de 1994 anomenat L'avui dels Súpers. Aquest setmanal constava de setze pàgines amb petites històries de sèries com Astèrix, Lucky Luke, Calvin i Hobbes, entre d'altres. Uns dos anys més tard van treure un suplement dominical anomenat La Revista dels Súpers o Club Super3 que va substituir el setmanari L'avui dels Súpers. Un any més tard, el novembre de 1997 Vang-3 Publicacions (del grup La Vanguardia) va editar Súpers!, que duraria fins al 2008. La revista contenia històries d'autors coneguts com a Jim Davis, Schulz i d'altres; també comptava amb concursos i passatemps per al lector. Durant el bienni 2004-2005, la revista Súpers! baixà un (7,49%) de difusió. El Club Super3 recuperà la imatge als quioscos amb l'aparició de la revista el desembre de 2009, editada per Sàpiens i sota la direcció d'Eva Santana.